# Superstar International
Das Rileys Superstar International 1997 war ein professionelles Snooker-Einladungsturnier im Rahmen der Saison 1997/98. Das Turnier wurde vom 14. bis zum 16. August 1997 im Guangdong Hotel in der chinesischen Stadt Guangzhou ausgetragen. Sieger wurde in einem rein englischen Finale der aufsteigende junge Spieler Ronnie O’Sullivan, der mit 5:3 über Jimmy White siegte. Das höchste Break und zugleich einzige Century Break des Turnieres spielte der chinesische Amateur Hasimu Tuerxun.

## Preisgeld
Gesponsert wurde das Turnier vermutlich von dem in der Billardbranche tätigen Unternehmen Rileys, auch wenn alternativ ein Unternehmen namens Riley als Sponsor genannt wird. Insgesamt wurde ein Preisgeld von 31.000 Pfund Sterling ausgeschüttet, von denen mit 10.000 £ knapp ein Drittel auf den Sieger entfiel.
|                     | Preisgeld |
| ------------------- | --------- |
| Sieger              | 10.000 £  |
| Finalist            | 5.000 £   |
| Halbfinalist        | 3.000 £   |
| Zweite Gruppenphase | 2.500 £   |
| Erste Gruppenphase  | –         |
| Insgesamt           | 31.000 £  |

## Turnierverlauf
Am Turnier nahmen insgesamt zwölf Spieler teil, von denen vier Profispieler und die übrigen acht asiatische Amateure waren. Die zwölf Spieler wurden zu Beginn in vier Dreier-Gruppen mit je einem Profi und zwei Amateuren aufgeteilt. Nach einem einfachen Rundenturnier wurde eine Abschlusstabelle aufgestellt und die beiden besten Spieler rückten in die zweite Gruppenphase vor. Dort wurde in zwei Vierer-Gruppen dasselbe Prozedere durchlaufen und die beiden besten Spieler jeder Gruppe rückten ins Halbfinale vor, ab dem der Sieger des Turnieres im K.-o.-System ausgespielt wurde. Die erste Gruppenphase wurde im Modus Best of 3 Frames und die zweite Gruppenphase im Modus Best of 5 Frames ausgetragen. Daran schlossen sich das Halbfinale im Modus Best of 7 Frames und das Finale im Modus Best of 9 Frames an.

### Erste Gruppenphase
Gruppe 1
| Platz | Spieler          | Partien | S | N | Frames |
| ----- | ---------------- | ------- | - | - | ------ |
| 1     | Ken Doherty      | 2       | 2 | 0 | 4:0    |
| 2     | Guo Hua          | 2       | 1 | 1 | 2:2    |
| 3     | Keith E Boon Aun | 2       | 0 | 2 | 0:4    |

| Spiel | Spieler 1   | Ergebnis | Spieler 2        |
| ----- | ----------- | -------- | ---------------- |
| 1     | Ken Doherty | 02:02    | Guo Hua          |
| 2     | Ken Doherty | 02:02    | Keith E Boon Aun |
| 3     | Guo Hua     | 02:02    | Keith E Boon Aun |

Gruppe 2
| Platz | Spieler        | Partien | S | N | Frames |
| ----- | -------------- | ------- | - | - | ------ |
| 1     | Hasimu Tuerxun | 2       | 1 | 1 | 3:2    |
| 2     | James Wattana  | 2       | 1 | 1 | 3:3    |
| 3     | Gao Feng       | 2       | 1 | 1 | 2:3    |

| Spiel | Spieler 1      | Ergebnis | Spieler 2      |
| ----- | -------------- | -------- | -------------- |
| 1     | James Wattana  | 21:21    | Gao Feng       |
| 2     | James Wattana  | 12:12    | Hasimu Tuerxun |
| 3     | Hasimu Tuerxun | 02:02    | Gao Feng       |

Gruppe 3
| Platz | Spieler     | Partien | S | N | Frames |
| ----- | ----------- | ------- | - | - | ------ |
| 1     | Jimmy White | 2       | 2 | 0 | 4:1    |
| 2     | Xu Xinjian  | 2       | 1 | 1 | 3:3    |
| 3     | Li Jin      | 2       | 0 | 2 | 1:4    |

| Spiel | Spieler 1   | Ergebnis | Spieler 2  |
| ----- | ----------- | -------- | ---------- |
| 1     | Jimmy White | 12:12    | Xu Xinjian |
| 2     | Jimmy White | 02:02    | Li Jin     |
| 3     | Xu Xinjian  | 12:12    | Li Jin     |

Gruppe 4
| Platz | Spieler           | Partien | S | N | Frames |
| ----- | ----------------- | ------- | - | - | ------ |
| 1     | Pang Weiguo       | 2       | 2 | 0 | 4:0    |
| 2     | Ronnie O’Sullivan | 2       | 1 | 1 | 2:2    |
| 3     | Li Zong           | 2       | 0 | 2 | 0:4    |

| Spiel | Spieler 1         | Ergebnis | Spieler 2   |
| ----- | ----------------- | -------- | ----------- |
| 1     | Ronnie O’Sullivan | 02:02    | Li Zong     |
| 2     | Ronnie O’Sullivan | 20:20    | Pang Weiguo |
| 3     | Pang Weiguo       | 02:02    | Li Zong     |

### Zweite Gruppenphase
Gruppe 1
| Platz | Spieler        | Partien | S | N | Frames |
| ----- | -------------- | ------- | - | - | ------ |
| 1     | Guo Hua        | 3       | 2 | 1 | 8:5    |
| 2     | Ken Doherty    | 3       | 2 | 1 | 8:5    |
| 3     | James Wattana  | 3       | 2 | 1 | 8:6    |
| 4     | Hasimu Tuerxun | 3       | 0 | 3 | 1:9    |

| Spiel | Spieler 1     | Ergebnis | Spieler 2      |
| ----- | ------------- | -------- | -------------- |
| 1     | Ken Doherty   | 03:03    | Hasimu Tuerxun |
| 2     | Ken Doherty   | 23:23    | James Wattana  |
| 3     | Ken Doherty   | 32:32    | Guo Hua        |
| 4     | Guo Hua       | 03:03    | Hasimu Tuerxun |
| 5     | James Wattana | 23:23    | Guo Hua        |
| 6     | James Wattana | 13:13    | Hasimu Tuerxun |

Gruppe 2
| Platz | Spieler           | Partien | S | N | Frames |
| ----- | ----------------- | ------- | - | - | ------ |
| 1     | Jimmy White       | 3       | 2 | 1 | 8:5    |
| 2     | Ronnie O’Sullivan | 3       | 2 | 1 | 7:5    |
| 3     | Pang Weiguo       | 3       | 2 | 1 | 7:5    |
| 4     | Xu Xinjian        | 3       | 0 | 3 | 2:9    |

| Spiel | Spieler 1         | Ergebnis | Spieler 2         |
| ----- | ----------------- | -------- | ----------------- |
| 1     | Ronnie O’Sullivan | 13:13    | Xu Xinjian        |
| 2     | Ronnie O’Sullivan | 13:13    | Pang Weiguo       |
| 3     | Pang Weiguo       | 23:23    | Jimmy White       |
| 4     | Pang Weiguo       | 03:03    | Xu Xinjian        |
| 5     | Jimmy White       | 13:13    | Ronnie O’Sullivan |
| 6     | Jimmy White       | 13:13    | Xu Xinjian        |

### K.-o.-Phase
|  | Halbfinale Best of 7 Frames | Halbfinale Best of 7 Frames |                   |             | Finale Best of 9 Frames | Finale Best of 9 Frames |
|  |                             |                             |                   |             |                         |                         |
|  |                             |                             |                   |             |                         |                         |
|  | Guo Hua                     | 1                           |                   |             |                         |                         |
|  | Ronnie O’Sullivan           | 4                           |                   |             |                         |                         |
|  |                             |                             | Ronnie O’Sullivan | 5           |                         |                         |
|  |                             |                             |                   | Jimmy White | 3                       |                         |
|  | Jimmy White                 | 4                           |                   |             |                         |                         |
|  | Ken Doherty                 | 0                           |                   |             |                         |                         |
|  |                             |                             |                   |             |                         |                         |

#### Finale
Der junge Ronnie O’Sullivan, einer der aufstrebendsten Spieler seiner Zeit, hatte in beiden Gruppenphasen lediglich den zweiten Platz belegt und insbesondere bei der zweiten Gruppenphase Glück gehabt, als er nur dank seines 3:1-Sieges über Pang Weiguo, der mit denselben Endwerten wie O’Sullivan den dritten Platz belegte, weiterkam. Im Halbfinale hatte er jedoch mit 1:4 den besten chinesischen Amateur des Turnieres, Guo Hua, besiegt, der zuvor James Wattana am Weiterkommen gehindert hatte. Damit stand der Engländer im Finale. In diesem traf er Jimmy White, der beide Gruppenphase zwar auf dem ersten Platz beendet hatte, aber wie auch O’Sullivan beim zweiten Mal nur knapp weiterkam. Im Halbfinale hatte er mit 0:4 überraschend deutlich den amtierenden Weltmeister Ken Doherty besiegt und sich damit für das Finale qualifiziert.
O’Sullivan erwischte den deutlich besseren Start und ging mit 3:0 in Führung, musste dann aber mit ansehen, wie White auf 3:2 verkürzen konnte. Anschließend baute er seine Führung auf 4:2 aus, doch White machte dies wieder wett, sodass es 4:3 stand. Der achte Frame ging jedoch dank eines 59er-Breaks an O’Sullivan, der damit das Finale mit 5:3 gewann.
| Finale: Best of 9 Frames Guangdong Hotel, Guangzhou, Volksrepublik China, 16. August 1997 |                |             |
| Ronnie O’Sullivan                                                                         | 5:3            | Jimmy White |
| 68:10, 64:52, 60:49, 23:55, 4:62 (61), 66:57, 15:64, 63:30 (59)                           |                |             |
| 59                                                                                        | Höchstes Break | 61          |
| –                                                                                         | Century-Breaks | –           |
| 1                                                                                         | 50+-Breaks     | 1           |